# Каруж
Каруж (фр. Carrouges) насеље је и општина у северној Француској у региону Доња Нормандија, у департману Орн која припада префектури Алансон.
По подацима из 2011. године у општини је живело 729 становника, а густина насељености је износила 84,97 становника/km². Општина се простире на површини од 8,58 km². Налази се на средњој надморској висини од 335 метара (максималној 361 m, а минималној 240 m).

## Демографија
| 1962. | 1968. | 1975. | 1982. | 1990. | 1999. | 2011. |
| ----- | ----- | ----- | ----- | ----- | ----- | ----- |
| 663   | 695   | 753   | 787   | 760   | 743   | 729   |

График промене броја становника у току последњих година